# Kostajnica (Doboj)
Pour les articles homonymes, voir Kostajnica.
Kostajnica (en serbe cyrillique : Костајница) est un village de Bosnie-Herzégovine. Il est situé sur le territoire de la ville de Doboj et dans la république serbe de Bosnie. Selon les premiers résultats du recensement bosnien de 2013, il compte 1 689 habitants.

## Géographie
Le village est situé à l'est de Doboj, à la confluence de la Spreča et de la Bosna, un affluent droit de la Save.

## Démographie

### Évolution historique de la population dans la localité
| 1948 | 1953 | 1961  | 1971  | 1981  | 1991  | 2013  |
| ---- | ---- | ----- | ----- | ----- | ----- | ----- |
| -    | -    | 1 412 | 1 317 | 1 322 | 1 342 | 1 689 |

|  |